# Obraz Matki Boskiej Zwycięskiej z Brdowa

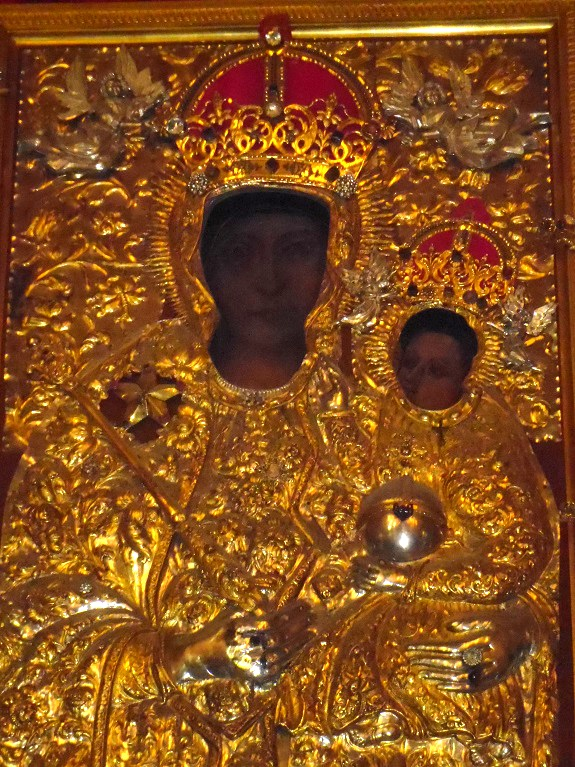
Obraz zakryty sukienką z XVIII wieku

Obraz Matki Boskiej Zwycięskiej z Brdowa – późnogotycki obraz z przełomu XV/XVI wieku, namalowany techniką temperową na pięciu deskach z drewna lipowego, przechowywany w kościele św. Wojciecha w Brdowie. Wizerunek jest czczony w Kościele katolickim i uważany za cudowny. 

## Opis obrazu
Obraz ukazuje Matkę Boską z Dzieciątkiem, w typie Hodegetrii Piekarskiej. Postać Marii przedstawiona została frontalnie do widza, prawą rękę składa poniżej piersi; lewą podtrzymuje Dzieciątko. Matka Boska okryta jest ciemnozieloną szatą spiętą pod szyją broszą. Postać Jezusa spogląda w stronę Marii; w lewej ręce trzyma księgę, prawą wznosi ku górze w geście błogosławieństwa. Spod szaty Dzieciątka wyłaniają się bose stopy. Jezus ubrany jest w szatę koloru jasnozielonego. Głowy postaci otoczone są nimbami, z czego twarz Jezusa nimbem krzyżowym. Tło stanowi złocony wzór roślinny.
Obraz z Brdowa najbliższe podobieństwo wykazuje z obrazem z Koźla i Bytomia. Są to nietypowe przedstawienia wzoru ikonograficznego zwanego Madonną Piekarską, bądź Hodegetrią typu krakowskiego. 

## Historia obrazu
Obraz powstał prawdopodobnie na przełomie XV/XVI wieku na terenie Śląska lub Małopolski w jednym z tamtejszych, licznych warsztatów malarskich; specjalizujących się tworzeniem tego typu przedstawień. Nie wiadomo kiedy i w jaki sposób dzieło trafiło do Brdowa. Pierwsza pisemna wzmianka o obrazie pochodzi z początku XVII wieku. Wtedy po raz pierwszy została spisana legenda o pochodzeniu obrazu, dokonał tego proboszcz Andrzej Gołdonowski. Legenda ta wiązała wizerunek z bitwą pod Grunwaldem. Według tradycji obraz został namalowany na życzenie Władysława Jagiełły, a następnie zabrany przez króla na bitwę pod Grunwaldem w 1410 roku. Jagiełło miał modlić się przed obrazem tuż przed rozpoczęciem bitwy z Krzyżakami. Twarz Marii miała zostać namalowana na podobiznę królowej Jadwigii. Do Brdowa obraz miał trafić za pośrednictwem Władysława Warneńczyka, który ufundował tamtejszy klasztor paulinów w 1436 roku, spełniając wolę swego ojca. Legenda spopularyzowana przez miejscowego proboszcza znacznie ożywiła kult religijny w Brdowie. Brak jest jednak dokumentów potwierdzających tę legendę. 
Obraz z Brdowa na przestrzeni wieków był kilkakrotnie konserwowany i przemalowywany. Pierwsze przemalunki wizerunku datowane są na początek XVII wieku. Stan obecny, zbliżony najbardziej do pierwotnego, otrzymał po konserwacji w latach 1996-1998. Jest to dzieło późnogotyckie z cechami nowożytnego malarstwa, co pozwala datować powstanie obrazu na ok. 1500 rok. 

## Cuda i łaski
W księdze cudów i łask, znajdującej się w klasztorze, na przestrzeni dziejów spisanych zostało wiele zdarzeń uznanych za cudowne. Pierwsze znane zapisy pochodzą z 1641 roku. Bardzo znamienny cud datowany jest na 1773 rok, gdy za wstawiennictwem Matki Boskiej Brdowskiej miało dokonać się wskrzeszenie 12-letniej dziewczynki z pobliskiej Kłodawy. Wieść o cudzie rozeszła się szerokim echem po okolicy, co miało niewątpliwy wpływ na ożywienie ruchu pielgrzymkowego, który przeradzał się często w masowe procesje. W ten sposób zrodziła się głośna, swego czasu, pielgrzymka z Kłodawy, zapoczątkowana w 1773 roku po cudzie uzdrowienia córki Marcjanny i Józefa Nowińskich. Innym głośnym cudem było uchronienie mieszkańców Izbicy Kujawskiej od epidemii cholery w 1852 r. Ślubowali oni Matce Boskiej Brdowskiej, że jeśli uchroni ich miasteczko od zarazy, wówczas każdego roku będą pielgrzymowali pieszo w hołdzie wdzięczności. Tradycja ta utrzymuje się do dziś.
Otaczany kultem obraz został ukoronowany przez Jana Pawła II na Jasnej Górze 19 czerwca 1983 roku, razem z obrazami ze Stoczka Klasztornego, Zielenic i Lubaczowa. 
Jan Paweł II, zwracając się do wielotysięcznej rzeszy pielgrzymów powiedział wówczas:

Mam włożyć papieskie korony na skronie Jezusa i Maryi w obrazie z Brdowa w diecezji włocławskiej. Ma to szczególną wymowę podczas pielgrzymki, jaką dane mi jest odbyć do Ojczyzny po kanonizacji świętego Maksymiliana Marii Kolbego...

{{Cytat}} Brakujące pola: treść. Przestarzałe pola: 1.